# A Locomotiv GT összes kislemeze
1992-ben jelent meg az LGT A Locomotiv GT összes kislemeze című válogatásalbuma, dupla nagylemezen (bakelit) és szimpla CD-n. A dalok korábban kizárólag kislemezen jelentek meg. A címnek némileg ellentmond, hogy az albumra nem fért rá az 1971-ben megjelent Kenyéren és vízen című dal (az Érints meg B-oldala). A borítón feltüntetett információval ellentétben a Segíts elaludni 1973-ban jelent meg.
Az 1971 és 1973 között megjelent kislemezek hat dala, a Boldog vagyok, a Ha volna szíved, a Szeress nagyon, a Csak egy szóra, a Segíts elaludni és a Mindig csak ott várok rád mono hangzásban került fel az albumra. Ennek az az oka, hogy a Magyar Rádióban készült sztereó felvételeket az MHV monóban írta át magának. Emiatt ezek a dalok már kislemezen is monóban jelentek meg. A Rádió mindössze kétszer játszotta le az eredeti sztereó felvételeket: 1984-ben, Göczey Zsuzsa Lemezbörze helyett című műsorában és Herskovits Iván 1988-as LGT-sorozatában. Egy másik technikai jellegű probléma, hogy az újrakeverés során a Miénk ez a cirkusz utolsó hangjai eltűntek.
Az album a 8. helyet érte el a MAHASZ albumeladási listán, és 8 hétig volt fent.

## Az album dalai

### 1971–72
1. Ha volna szíved (Presser Gábor/Adamis Anna) – 5:47
2. Boldog vagyok (Frenreisz Károly/Adamis Anna) – 4:22
3. Érints meg (Frenreisz Károly/Adamis Anna) – 3:55
4. Segíts elaludni (Presser Gábor/Adamis Anna) – 3:29

### 1972–73
1. Hej, gyere velem (Barta Tamás/Adamis Anna) – 3:04
2. Csak egy szóra (Barta Tamás/Adamis Anna) – 4:16
3. Csavargók angyala (Barta Tamás/Adamis Anna) – 2:55
4. Szeress nagyon (Barta Tamás/Adamis Anna) – 4:03
5. Mindig csak ott várok rád (Presser Gábor) – 4:36

### 1979
1. Miénk ez a cirkusz (Presser Gábor/Sztevanovity Dusán) – 4:43
2. Veled, csak veled (Karácsony János/Sztevanovity Dusán) – 4:07
3. Annyi mindent nem szerettem (Somló Tamás/Sztevanovity Dusán) – 4:55
4. Pokolba már a szép szavakkal (Presser Gábor/Sztevanovity Dusán) – 3:23

### 1984
1. Kinn is vagyok, benn is vagyok (Presser Gábor) – 6:34
2. Segíts nekem (Somló Tamás/Sztevanovity Dusán) – 6:01
3. Már nem vigyázol rám (Karácsony János/Sztevanovity Dusán) – 5:58

## Közreműködők

### 1971–1973
- Barta Tamás – gitárok, ének
- Frenreisz Károly – ének, Fender basszusgitár, szoprán- és tenorszaxofon, fuvola
- Laux József – dob, ütőhangszerek
- Presser Gábor – ének, orgona, zongora
- Somló Tamás – ének, basszusgitár, szaxofon, szájharmonika
- Adamis Anna – versek

### 1979, 1984
- Karácsony János – ének, gitár
- Presser Gábor – ének, billentyűs hangszerek
- Solti János – dob, ütőhangszerek
- Somló Tamás – ének, basszusgitár, szaxofon
- Sztevanovity Dusán – dalszövegek

### Produkció
- Kentaur – grafika